# Nolan Hoffman
Nolan Hoffman (Franschhoek, 23 de abril de 1985) es un deportista sudafricano que compitió en ciclismo en la modalidad de pista. Ganó una medalla de plata en el Campeonato Mundial de Ciclismo en Pista de 2012, en la prueba de scratch.

## Medallero internacional
| Campeonato Mundial | Campeonato Mundial     | Campeonato Mundial | Campeonato Mundial |
| Año                | Lugar                  | Medalla            | Competición        |
| ------------------ | ---------------------- | ------------------ | ------------------ |
| 2012               | Melbourne ( Australia) | Medalla de plata   | Scratch            |

## Palmarés
2009
- 1 etapa del Tour de Corea

2011
- Juegos Panafricanos en Ruta

2018
- 3.º en el Campeonato de Sudáfrica en Ruta
- 100 Cycle Challenge[2]

2019
- 1 etapa del Tour de Buena Esperanza[3]